# 玻璃棉

石英玻璃纤维棉

玻璃棉(fiberglass wool)屬於一種玻璃纖維。玻璃棉是將熔融玻璃纖維化，形成纤维狀的材料，化學成分屬玻璃類，是一種無機質纖維，具有體積密度小、保溫絕熱、吸音性能好、耐腐蝕、化學性能穩定的特点。

## 製造工序
採用石英砂、石灰石、白雲石等天然礦石為主要原料，配合一些純鹼、硼砂等化工原料熔成玻璃。在融化狀態下，藉助外力吹制式甩成絮狀細纖維，纖維和纖維之間為立體交叉，互相纏繞在一起，呈現出許多細小的間隙。這種間隙可看作孔隙。因此，玻璃棉可視為多孔材料，具有良好的絕熱、吸聲性能。

## 玻璃棉與健康
因玻璃棉物理特性相近於石綿，可作為石綿於建築、工業等材料替代品，故是否具石綿的高度化學毒性之疑慮。
根據世界衛生組織（WHO）的附屬機構國際癌症研究機構（IARC）於2002年發表的專題論文，玻璃棉被判定為「第三類」即「非致癌物」。另外，根據加拿大政府機構Health Canada引用的研究，玻璃棉不會對公眾有健康危險，但短期接觸玻璃棉有可能會引起皮膚、眼睛、鼻及喉嚨輕度過敏。